# Barbizoni iskola

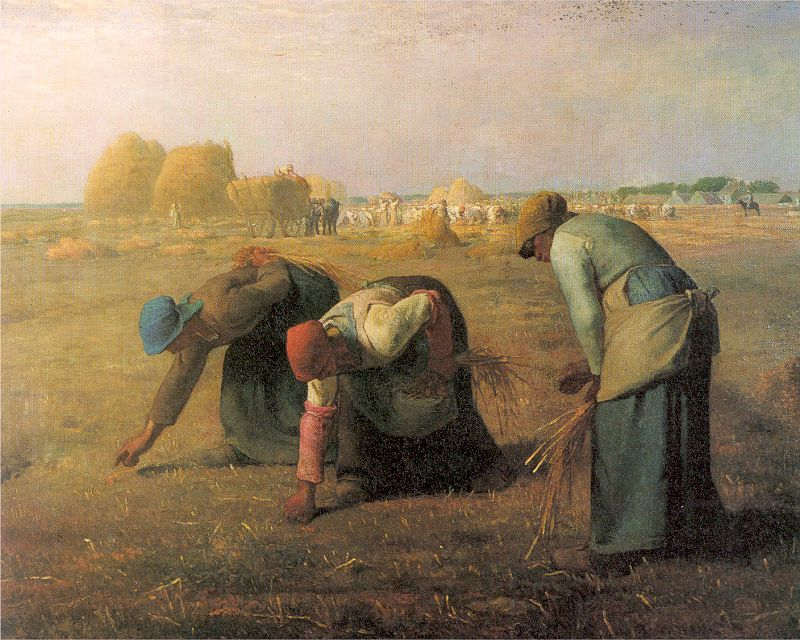
Millet: Kalászszedők

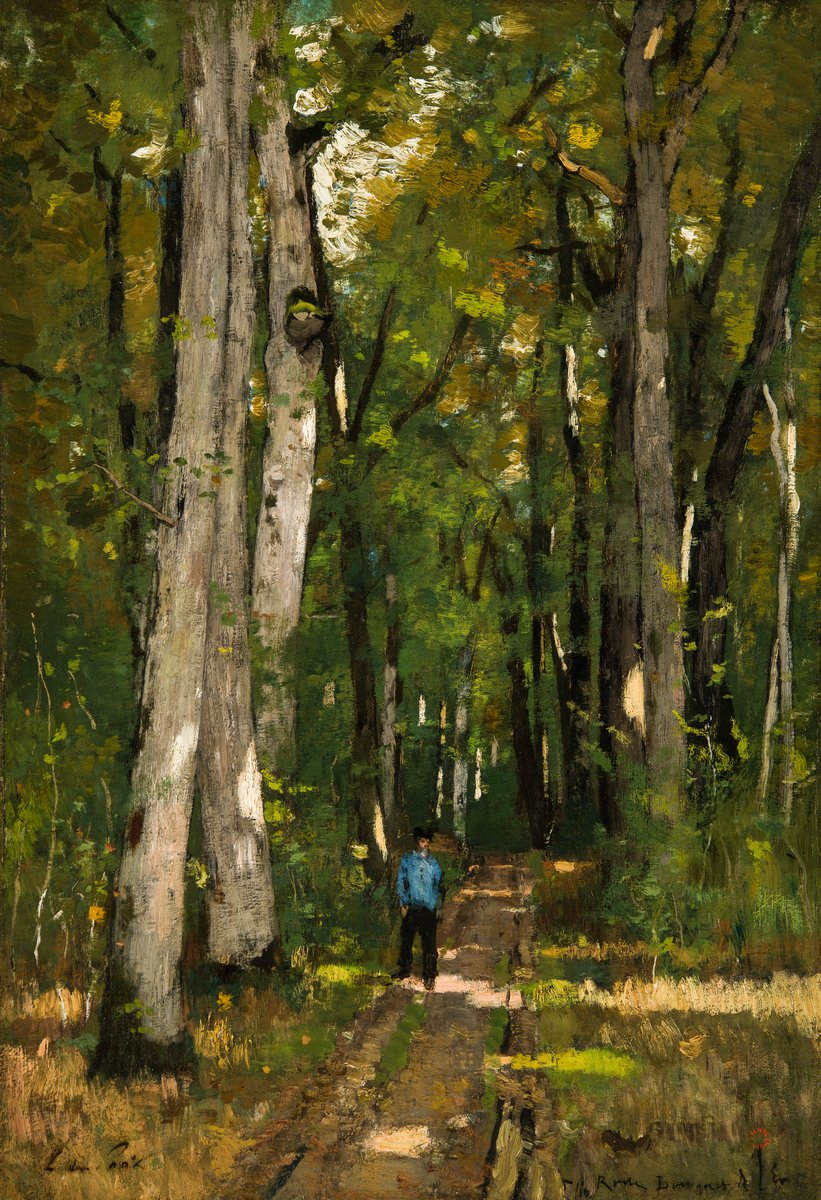
Paál László: Fontainebleau-i erdő (részlet)

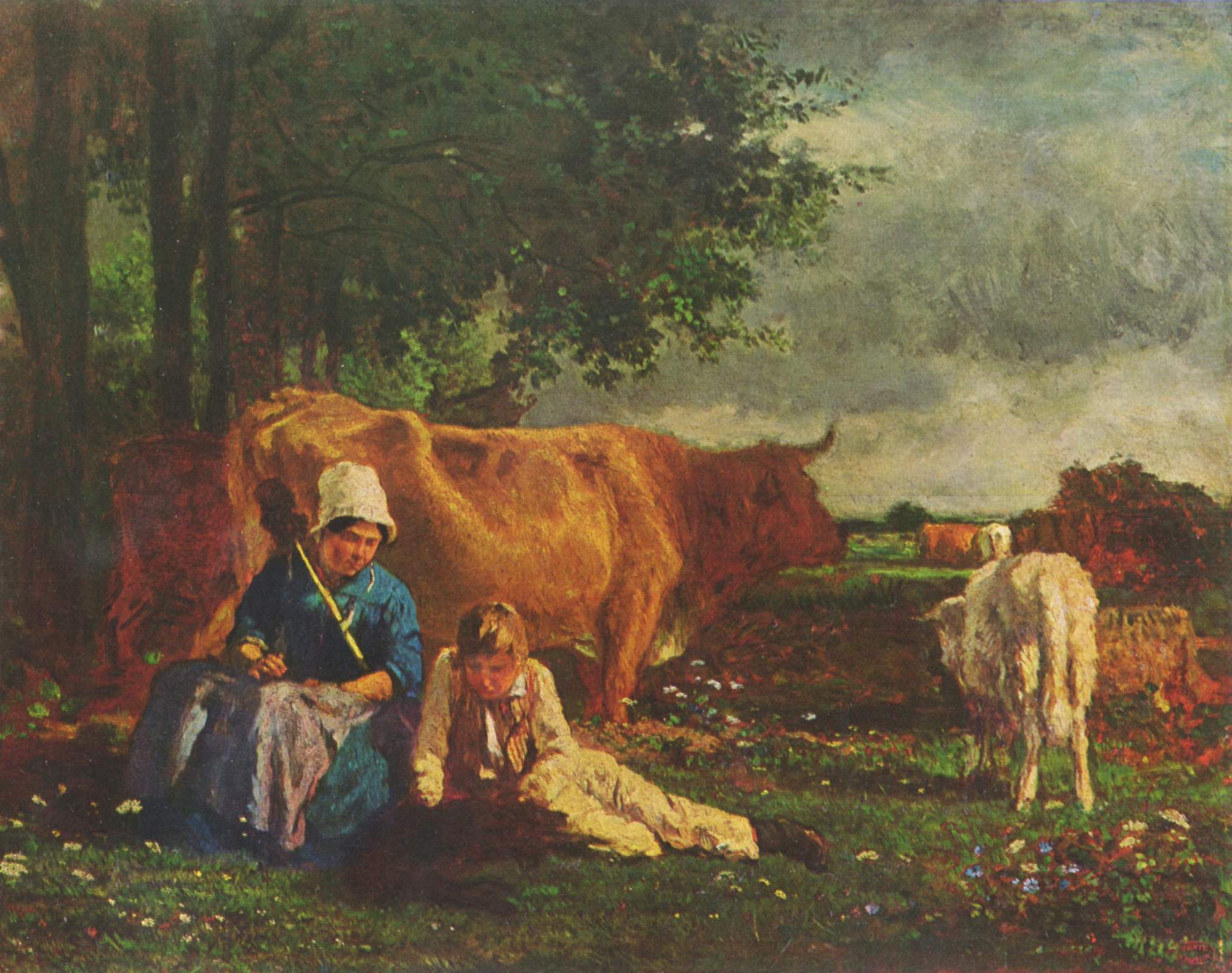
Troyon festménye

1835 körül fiatal francia tájképfestőkből álló csoport utazott a Párizs környéki fontainebleau-i erdő szélén fekvő faluba, Barbizonba. Nevük a művészettörténetbe mint barbizoni iskola vonult be, a tagjait „barbizoniak” néven emlegetik.

## Stílusa
Egy új nemzedéket képviseltek, a francia realista tájképfestők első nemzedékét.  Fő törekvésük a természet tanulmányozása, megismerése volt. Kitörni a műtermek világából, a természetben festeni, a szabadban, bensőséges hangulatú képeket. Az addig uralkodó akadémizmustól akartak elhatárolódni. Stílusukra jellemző volt a kompozíció szigorúsága, az aprólékos kidolgozás, a fényképszerű pontosság. Témájukat főleg a természet adta, de nem zárkóztak el a historikus, vallásos, bibliai és a legendák témáitól sem. Lényeg, hogy minden érdemes a megörökítésre, azt festették, ami körülvette őket. 
Stílusuk nem volt forradalmian új, színeik borongósak, gyakran képeiket szürkés, barnás fátyollal árnyalták, ragaszkodtak a tónusfestéshez. Különösen  fákat szerettek festeni, de gyakran ábrázoltak embereket, nyájakat is. A barbizoniak fő ereje a frázis és sablon nélküli, egyszerű természetlátás volt. A festők nem alkottak a szó szoros értelmében csoportot vagy művésztelepet, mégis alkotásaikkal nagy hatással voltak a kor többi tájfestőjére. A természetben készítették el vázlataikat, s a végleges képeket a műteremben festették. A plein air festésmóddal nagy szerepük volt a realizmus és az impresszionizmus kialakításában. Sok neves festő járt rendszeresen Barbizonba.

## Tagjai
Az első letelepedők közé tartoztak:
- Théodore Rousseau
- Narcisse Virgilio Díaz de la Peña
- Charles-François Daubigny
- Jules Dupré
- Constant Troyon
- Charles Jacque
- Jean-François Millet
- Jean-Baptiste Camille Corot
- Gustave Courbet
- Paál László

## Magyar vonatkozások
- Paál Lászlót az iskola magyar tagjának is lehet tekinteni.
- Szívesen alkotott itt Munkácsy Mihály is, bár nem volt tagja az iskolának.